# Erich Klann (Politiker)

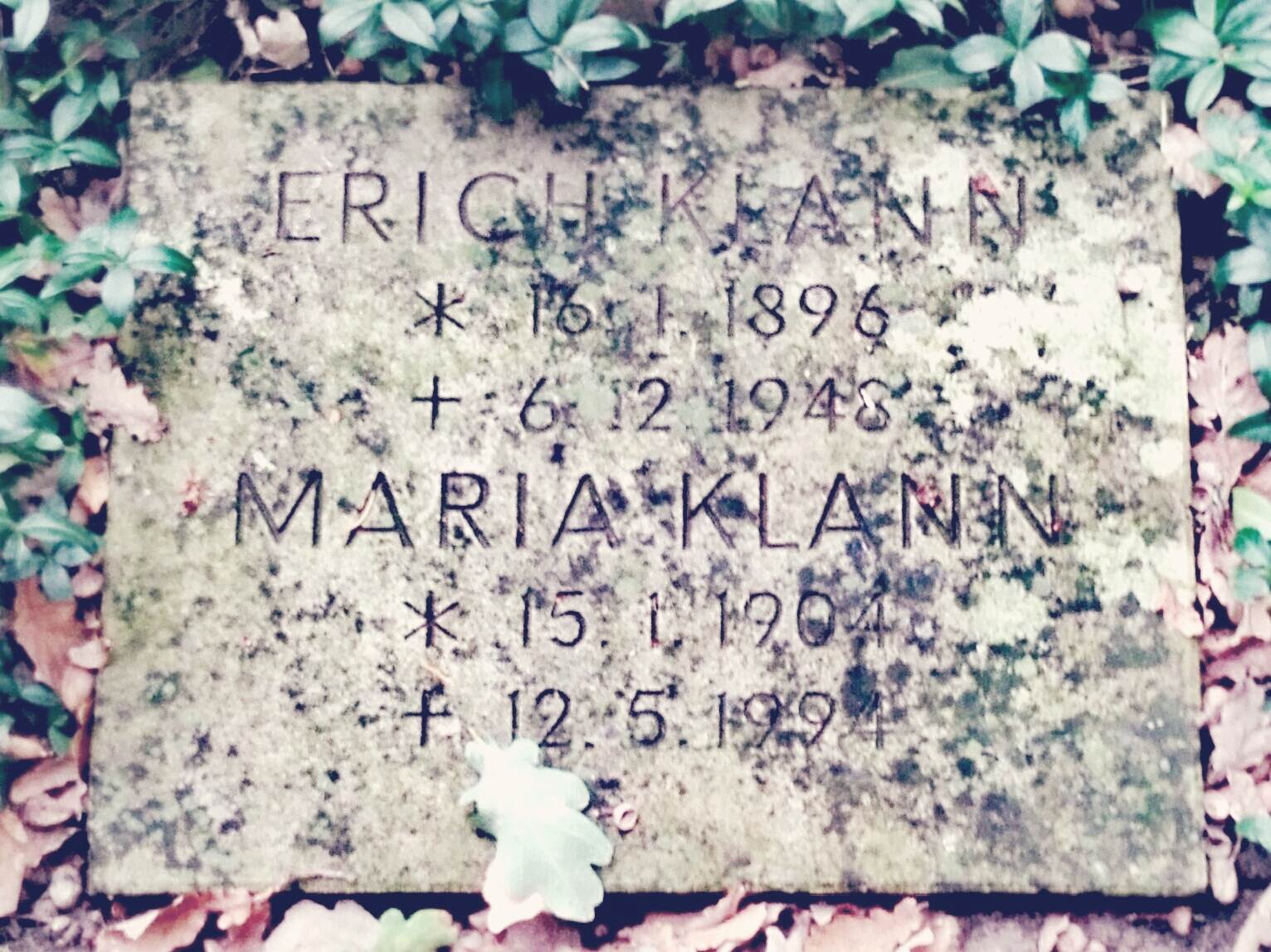
Grabstein

Erich Klann (* 16. Januar 1896 in Zerrehne, Landkreis Köslin; † 6. Dezember 1948 in Lübeck) war ein deutscher Politiker der KPD.

## Leben
Der gelernte Schlosser Klann war Gründungsmitglied der KPD. Er leitete Anfang der 1920er Jahre die kommunalpolitische Abteilung der Bezirksleitung Mecklenburg-Lübeck und war von Ende 1928 bis 1932 Orgleiter der Bezirksleitung Wasserkante. Er war Mitbegründer der Internationalen Arbeiterhilfe in Lübeck. Von 1921 bis 1933 war Klann Fraktionsvorsitzender der Kommunistischen Partei Deutschlands in der Lübecker Bürgerschaft, einem der kleineren der deutschen Landesparlamente.
Nach der Bürgerschaftswahl am 10. Februar 1924 wählte am 3. März 1924 die neuerwählte Bürgerschaft ihr neues Präsidium. Gustav Ehlers (SPD) wurde mit allen Stimmen, mit Ausnahme der der Kommunisten, zum Wortführer der Bürgerschaft gewählt. Carl Heinsohn (DVP) wurde anschließend mit 65 von 77 Stimmen zu dessen Ersten Stellvertreter gewählt. Bei der Wahl zum Zweiten Stellvertreter des Wortführers vereinigte Johannes Hefti (Neuer Eigentümer-Verein) mit 44 von 79 Stimmen die Mehrheit auf sich. Nun ergriff Egon Nickel als Fraktionsführer der Kommunisten das Wort. Er bemängelte, dass sich die Bürgerschaft gegen sie verschworen hätte und nicht den von ihr favorisierten Erich Klann, dieser erhielt nur die zehn Stimmen seiner Partei, als Vertreter der drittstärksten Fraktion in der Bürgerschaft auf den ihm zustehenden Platz des dritten Stellvertreters in das Präsidium gewählt hätte. Als Konsequenz müsse Nickel für seine Partei das Misstrauen gegen die Bürgerschaft aussprechen.
1933 war er Sekretär der illegalen KPD in Groß-Hamburg. Am 29. April 1933 wurde er verhaftet und am 23. Oktober 1934  zu zwei Jahren Zuchthaus verurteilt. Anschließend kam er bis 23. Dezember 1938 in „Schutzhaft“ in das KZ Sachsenhausen. Nach seiner Freilassung arbeitete er als Schlosser, wurde am 23. August 1939 erneut festgenommen und war bis April 1945 wieder im KZ Sachsenhausen. Nach 1945 wurde er in Lübeck Leiter des Arbeitsamtes und Stadtpräsident.
Nachdem Erich Klann ab 1920 in erster Ehe mit der Kommunistin Minna Klann verheiratet war, die jedoch bereits Anfang der 1940er Jahre in der Haftanstalt Lübeck-Lauerhof verstorben war, heiratete er 1946 die Spitzenfunktionärin Maria Johanna Burbaum, bevor er 1948 an den Folgen seiner Haft verstarb.

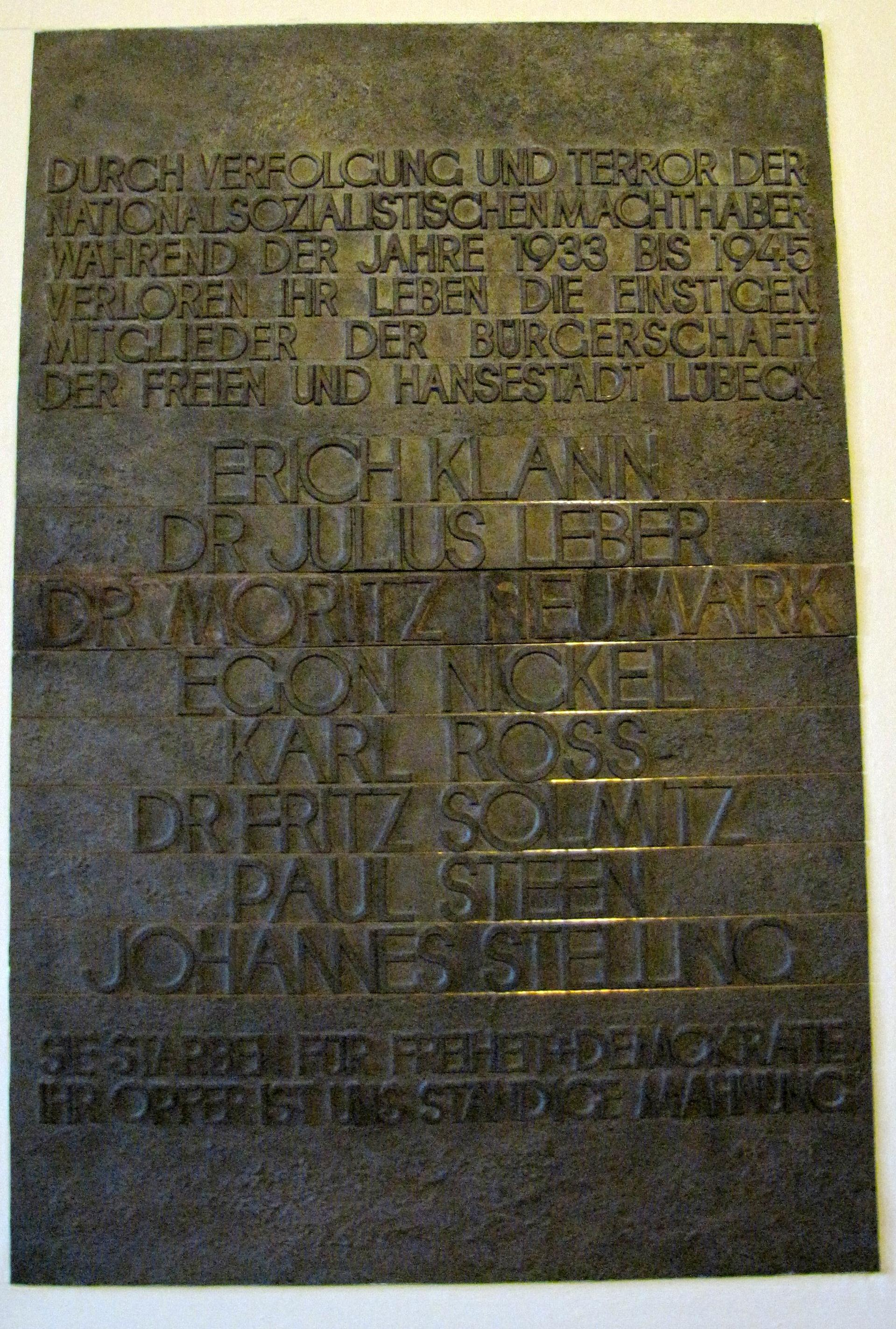
Gedenktafel

Das Grab von ihm und Maria befindet sich auf dem Vorwerker Friedhof im Innenhof der Gedenkstätte der Opfer von Krieg und Gewaltherrschaft. Die am Lübecker Rathaus befindliche Gedenktafel für die Opfer des Nationalsozialismus der Bürgerschaft trägt auch seinen Namen.
Im Stadtteil St. Jürgen erinnert vor seiner Wohnung in der Neuengammer Straße 1 ein Stolperstein seit 2011 an sein Schicksal.

### Minna Klann

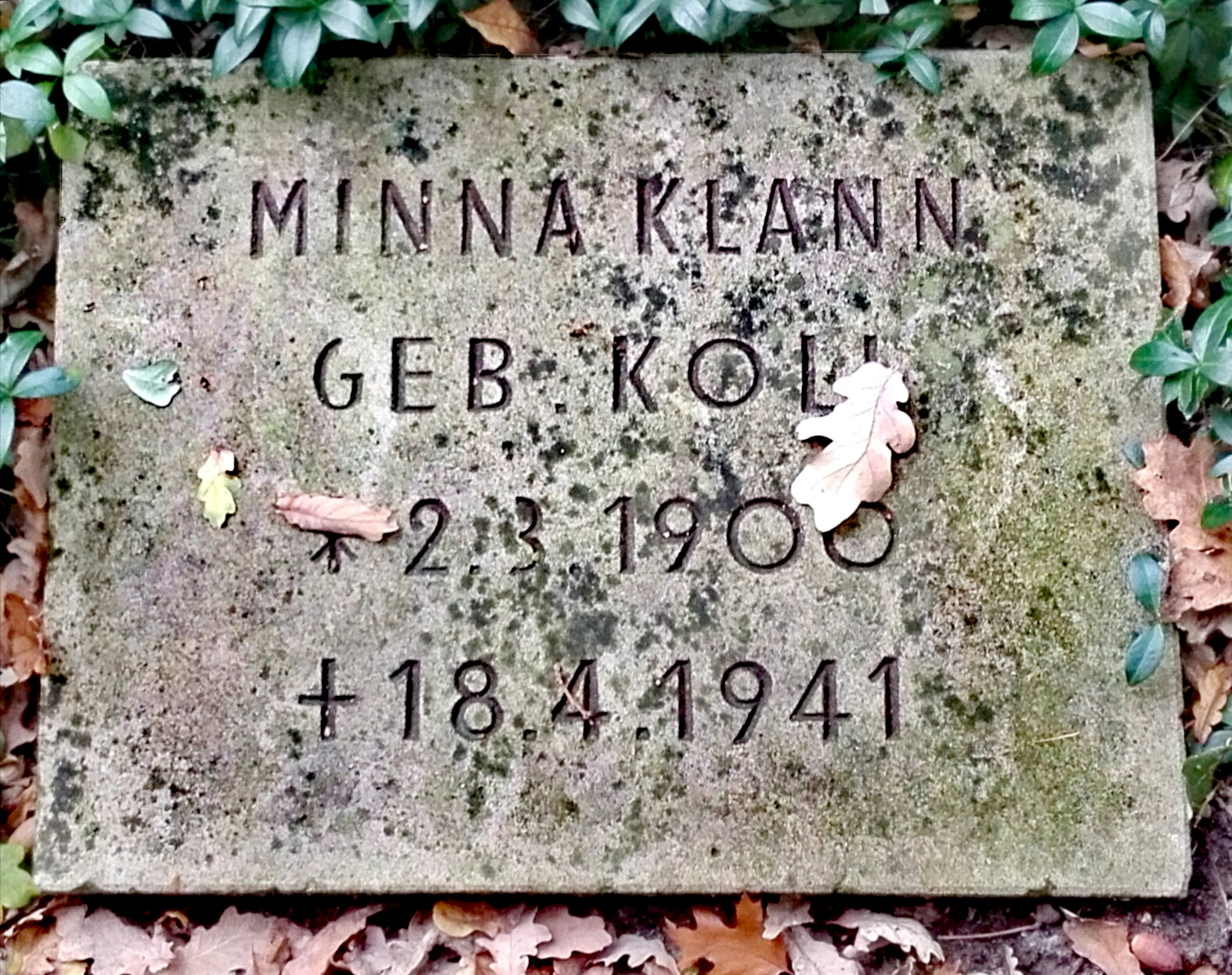
Gedenktafel

In seiner ersten Ehe war Klann mit Minna Koll verheiratet. Nach der Machtübernahme der NSDAP im Deutschen Reich wirkte diese in der Leitung der nun illegalen KPD in Lübeck mit und engagierte sich im Widerstand gegen die Nationalsozialisten. Von den Hafen anlaufenden Schiffen holte sie zum Beispiel illegale Schriften oder druckte Flugblätter. Nachdem ihr Mann bereits 1934 verhaftet wurde, verhaftete man auch sie im Oktober 1935. Im sogenannten „Lübecker Kommunistenprozess“ wurde sie am 15. Dezember 1936 gemeinsam mit Ernst Puchmüller vom Volksgerichtshof wegen Hochverrats verurteilt. Während der Verbüßung ihrer achtjährigen Strafe im Zuchthaus Lauerhof verstarb sie am 18. April 1940 an den Folgen der Haftbedingungen (eine andere Quelle gibt als Todestag den gleichen Tag im Jahr 1941 an). Auch ihr Grab befindet sich im Innenhof der „Gedenkstätte der Opfer von Krieg und Gewaltherrschaft“ auf dem Vorwerker Friedhof.